# Luigi Ballerini

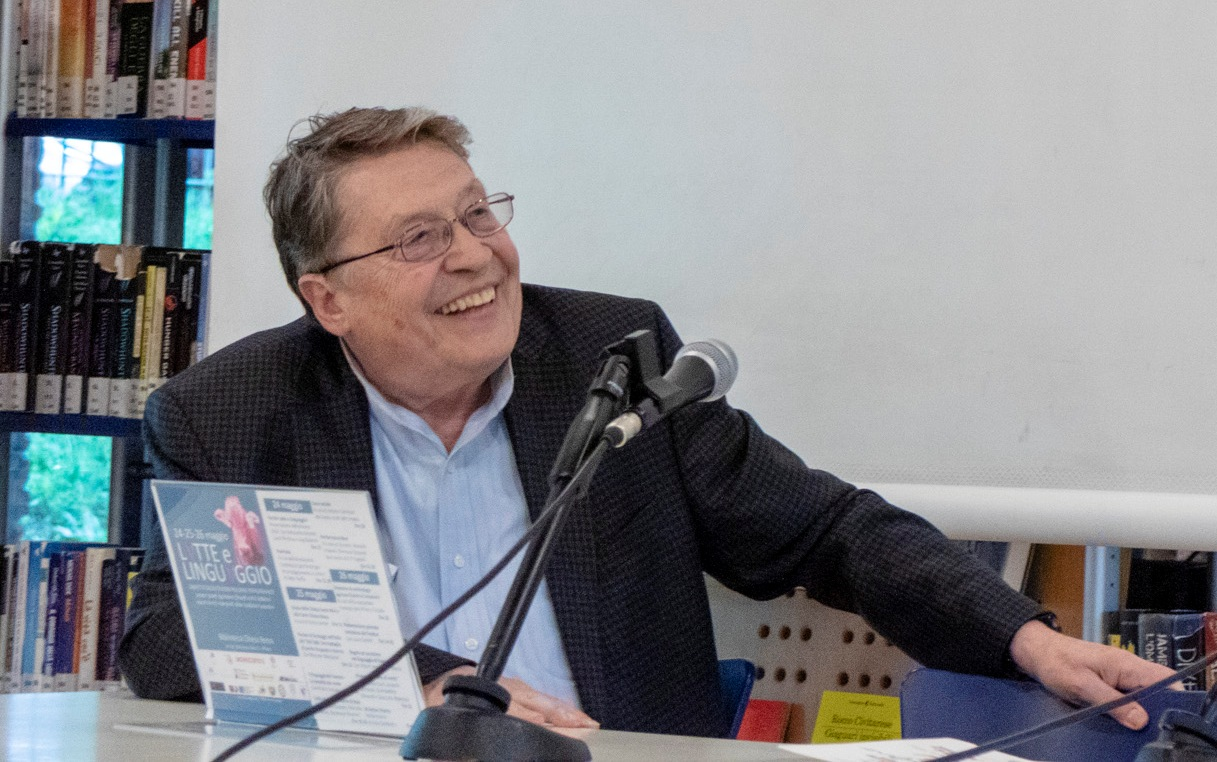
Luigi Ballerini, Milano, Latte e Linguaggio 2019

Luigi Ballerini (Milano, 1940) è uno scrittore, poeta e traduttore italiano.

## Biografia
Figlio di Umbertina Santi, di professione sarta, e di Raffaele Costantino Edoardo detto Ettore, anch'egli sarto e caduto in combattimento contro i tedeschi sull'isola di Cefalonia nel 1943, Luigi Ballerini nasce a Milano e cresce nella zona di Porta Ticinese. Dal 2010 vive tra New York, Milano e Otranto. Studia lettere alla Cattolica di Milano, vive un periodo a Londra, e infine si laurea a Bologna con una tesi sullo scrittore statunitense Charles Olson. Le sue prime poesie, Inno alla terra, escono su Inventario nel 1960.
Nel 1963 inizia a lavorare nella redazione libri della Rizzoli mandando in stampa la traduzione italiana della Storia della follia di Foucault. Nel 1965 si trasferisce a Roma dove incontra artisti e poeti neo-sperimentali come Adriano Spatola, Giulia Niccolai, Nanni Cagnone, Eliseo Mattiacci, Magdalo Mussio, Emilio Villa, Alfredo Giuliani, Giovanna Sandri e, soprattutto, Elio Pagliarani, di cui diventa collaboratore e tramite cui incontra Cesare De Michelis, fondatore della Marsilio Editori, a cui resterà legato da una profonda amicizia. Con Marsilio pubblica il suo primo volume di critica letteraria (La piramide capovolta, 1975), La sacra Emilia, un’antologia scelta di poesie di Gertrude Stein, da lui stesso tradotte, e alcune raccolte poetiche (Il terzo gode, 1994, e la riedizione di Cefalonia 1943-2001, nel 2013). Nel frattempo, scrive recensioni di libri sui quotidiani Avanti! e l’Unità, e su Rinascita, insegna alle scuole secondarie e traduce critici e scrittori americani quali Lionel Abel, Leslie Fiedler, Herman Melville, Benjamin Franklin, James Baldwin, Henry James. Per Guanda, nel 1971, traduce Kora all’inferno di William Carlos Williams.
In omaggio ai suoi settant'anni viene compilata Balleriniana, una raccolta di saggi, ricordi, aneddoti e altri scritti dedicati a Ballerini e al suo lavoro e curata da Giuseppe Cavatorta ed Elena Coda.

### Gli anni americani
Si trasferisce a Los Angeles nel 1969 e insegna letteratura italiana moderna e contemporanea alla UCLA. Questa, tuttavia, non è la sua prima esperienza americana (dal 1960 al 1962 aveva studiato alla Wesleyan University in Connecticut). L’anno successivo nasce suo figlio, l’attore Edoardo Ballerini.
Si sposta a New York nel 1971 per insegnare al City College e al Graduate Center della City University of New York (CUNY) e nel 1972 esce la sua prima raccolta poetica eccetera. E (Guanda). Diventa direttore della facoltà di Italianistica a NYU nel 1976, e nel 1990, per breve tempo, direttore della Casa Italiana Zerilli-Marimò, incarico che lascia per assumere, nel 1992, quello di direttore del dipartimento di italianistica della UCLA. Da quell’anno e fino al 2012, Ballerini farà la spola tra Los Angeles e New York, città di residenza della psicanalista Paola Mieli, sua compagna dal 1986. In questo periodo collabora con Angelo Savelli (Selvaggina, 1988), Paolo Icaro (La parte allegra del pesce, 1984 e Leggenda di Paolo Icaro, 1985) e Salvatore Scarpitta, il fotografo Charles Traub, il critico d’arte e poeta Mario Diacono, i language poets Charles Bernstein e Ray di Palma. Incontra e collabora con la critica e scrittrice Marjorie Perloff, il poeta e traduttore Paul Vangelisti, lo scultore Richard Nonas e con il compositore Jed Distler per la cui opera, Tools, Ballerini scrive il libretto.
In quegli anni è stato promotore della poesia e cultura italiana tra mostre (Italian Visual Poetry 1912-1972 al Finch College Museum di New York e alla Galleria Civica di Torino, Spelt from Sybil’s Leaves alla Power Gallery di Sydney), conferenze e convegni (The Disappearing Pheasant I a New York nel 1991 e The Disappearing Pheasant II a Los Angeles nel 1994, La lotta con Proteo, sempre a Los Angeles, nel 1997).

### Poesia e poetica
A distanza di sedici anni dall’uscita di eccetera. E (ripubblicato dalle Edizioni Diaforia di Viareggio con un saggio introduttivo di Cecilia Bello Minciacchi e interventi di Remo Bodei, Giulia Niccolai e Adriano Spatola), Ballerini scrive Che figurato muore (All’insegna del pesce d’oro di Vanni Scheiwiller), cui seguono Che oror l’orient (Lubrina, 1991), una raccolta di poesie milanesi e di traduzioni in milanese di Guido Cavalcanti, con cui vince il Premio Feronia-Città di Fiano.
La raccolta successiva è Il terzo gode del 1994. Nel 1996 esce Shakespeherian Rags, scritta direttamente in inglese e pubblicata dall’editore romano Quasar, con a fronte il testo tradotto dall’autore (Stracci shakespeariani) e con un’introduzione di Filippo Bettini. Seguono Uno monta la luna (Manni, 2001) e, per Mondadori nel 2005, la sua opera più nota, Cefalonia, con cui vince il Premio Brancati e il Premio di poesia Lorenzo Montano. Curata da Beppe Cavatorta, esce nel 2016 la raccolta completa delle sue poesie negli Oscar Mondadori. È annunciato per l’autunno del 2020 per l'editore Nino Aragno il nuovo volume di poesie Divieto di sosta.
La traiettoria della poesia di Ballerini è divisibile in tre parti: l’apprendistato, con una fase oracolare e una serie consistente di “temi svolti” in cui un non ripudiato impegno narrativo si lascia fuorviare dalle istigazioni inerenti al linguaggio in cui si manifesta. La fase degli esordi si apre e si chiude nel 1972 con l’uscita di eccetera. E in cui mette a frutto la lezione della neoavanguardia, e risente dell’influenza di Pagliarani. La seconda fase è caratterizzata da un’estrema concisione del tessuto discorsivo. Con l’ultima fase, che raccoglie indicativamente le opere dal 1994 al 2020, entra in vigore una funzione ragionativa: sono numerosi i testi organizzati come un succedersi di apodosi e protasi, di catalogazioni polisindetiche e di apposizioni de-pragmatizzanti. «Piuttosto che di decapitazione», scrive Cavatorta nell’introduzione all’Oscar Mondadori, «si dovrà parlare di liberazione, perché senza questo passaggio si rimane in una schiavitù consolante che illude chi scrive di poter dare voce all’io».
Ballerini mescola i linguaggi settoriali, le lingue straniere (vive e morte), le espressioni idiomatiche e dialettali. Ricco di riferimenti letterari, nelle sue poesie si leggono tracce di Shakespeare, Dante, dello Stilnovo, del Placito Capuano, di Ezra Pound. Il suo lessico raccoglie prestiti da canzoni popolari e dai canovacci dell'avanspettacolo italiano.

### L'attività critica
Come critico Ballerini ha lavorato soprattutto nei campi della poesia medievale (con dei saggi su Cavalcanti e sullo Stilnovo), del Futurismo – sono sue le edizioni dei romanzi di Filippo Tommaso Marinetti Gli indomabili (Mondadori, 2000) e di Mafarka il futurista (Mondadori, 2003) –, della poesia e dell’arte contemporanee, e come compilatore di antologie bilingui di poesia italiana e di poesia americana. Numerosi saggi non sono raccolti in volume, mentre sono editi il suo 4 per Pagliarani (Scritture 2008), Apollo figlio di Apelle (Marsilio, 2018), che raccoglie le sue riflessioni sull’opera di quattro scultori contemporanei: Lawrence Fane, Marco Gastini, Paolo Icaro ed Eliseo Mattiacci. Le antologie di poesia americana pubblicate in Italia comprendono La rosa disabitata (con Richard Milazzo, Feltrinelli 1981) e, in collaborazione con Paul Vangelisti e Gianluca Rizzo, i quattro volumi finora usciti della nuova poesia americana: Los Angeles (Mondadori, 2005), San Francisco (Mondadori, 2006), New York (Mondadori, 2009), Chicago (Nino Aragno, 2019). Le antologie di poesia italiana pubblicate negli Stati Uniti includono: Shearsman of sort (Forum Italicum, 1992) e The Promised Land (Sun and Moon Press, 1999). A questi si sono aggiunti i volumi di Those Who from afar Look like Flies (University of Toronto Press, 2017), curati in collaborazione con Beppe Cavatorta e dedicati alla poesia di ricerca e alla critica della poesia del secondo Novecento, dagli anni di Officina e de Il Verri fino al 2015.

### La nuova traduzione di Spoon River
Dopo la versione del Benito Cereno di Herman Melville, pubblicata da Marsilio nel 2012, e per la quale ha voluto lavorare sulle angolosità lessicali e sintattiche dei suoi predecessori e traduce, come scrive nella nota al testo, non tanto con l’italiano quanto in italiano – rispettando cioè le esigenze stilistiche e retoriche della lingua di approdo che rendono giustizia alla lucidità dell’originale: “wise men,” per esempio, diventa “quelli che se ne intendono”. Nel 2016 pubblica presso Mondadori una nuova traduzione dell'Antologia di Spoon River di Edgar Lee Masters, resa celebre in Italia dall’azione congiunta di Cesare Pavese e Fernanda Pivano. Basata sull’edizione critica procurata da John Hallwas, la nuova edizione ha un saggio storico-letterario che mette in luce le circostanze politiche e culturali che presiedettero alla nascita e sviluppo dell'opera. Le note di questa edizione servono per dare un volto ai personaggi fittizi e una dimensione realistica ai luoghi dove si svolsero le loro azioni. Particolare attenzione è dedicata al fenomeno dell’imborghesimento di quella che era stata, primariamente, una società di agricoltori e di allevatori in Illinois.

### L'attività editoriale
Nel 1975, a New York, Ballerini fonda la OOLP (Out of London Press) con cui pubblicò titoli dedicati alla critica d’arte e alla poesia di ricerca. Nel 1988, è editor della Marsilio per gli Stati Uniti e infine, nel 2003, con l’ambasciatore Gianfranco Facco-Bonetti, capo dei servizi culturali del Ministero degli Affari Esteri, e con la collaborazione di Massimo Ciavolella, dà vita alla Lorenzo Da Ponte Italian Library, una collana di classici della cultura italiana, nei campi della storia, della giurisprudenza, della scienza politica, della letteratura, linguistica e della filosofia e pubblicati dalla University of Toronto. Negli stessi anni, insieme a Beppe Cavatorta, Gianluca Rizzo e Federica Santini, crea la Agincourt Press, che ospita testi di poesia sperimentale, saggi di psicoanalisi freudiano-lacaniana, e di filosofia.

### Studi gastronomici
Ballerini si è occupato della storia della gastronomia italiana, diventata oggetto delle sue lezioni alla UCLA negli anni dal 2005 al 2008. Nel 2003, per la University of Toronto e preceduta da un suo saggio introduttivo, esce la prima edizione completa in lingua inglese dell’opera di Pellegrino Artusi, Science in the Kitchen and the Art of Eating Well. Nel 2004 pubblica presso la University of California Press, il Book of the Culinary Art del Maestro Martino, il primo cuoco dell’era moderna, la cui opera, identificata solo nel 1931, risale alla seconda metà del Quattrocento. Un’edizione dell’originale italiano, Libro de arte coquinaria, basata sui quattro dei cinque manoscritti esistenti e curata dallo stesso Ballerini e da Jeremy Parzen, era uscita presso Guido Tommasi Editore nel 2001.
Negli anni 2014, 2015, 2017 e 2019 ha creato una serie di convegni intitolati "Latte e Linguaggio". Gli appuntamenti hanno avuto luogo presso l’ex cascina e ora Biblioteca comunale Chiesa Rossa di Milano. Il suo libro Erbe da mangiare (ricette di Ada De Santis, tavole di Giuliano Della Casa) esce per Mondadori nel 2008 e ristampato nel marzo del 2020. Da molti anni si occupa del binomio cibo e arti visive, con particolare riguardo alle tele di soggetto conviviale e religioso dipinte nel Rinascimento.

## Opere

### Raccolte poetiche
- eccetera. E, Parma, Guanda, 1972.
- Che figurato muore, Milano, Scheiwiller, 1988.
- Che oror l'orient, prefazione di Giuseppe Pontiggia, Lubrina, 1991. [poesie bilingui, in italiano e in dialetto milanese]
- Il terzo gode, con un saggio di Remo Bodei, Venezia, Marsilio, 1994.
- Stracci shakespeariani, introduzione di Filippo Bettini, Quasar, 1996. [poesie bilingui, in inglese e in italiano]
- Uscita senza strada, introduzione di Francesco Muzzioli, Edizioni della Battaglia, 2000.
- Uno monta la luna, Manni, 2001.
- Cefalonia 43, Milano, Mondadori, 2005. [dal testo venne realizzata nel 2007 una riduzione teatrale ad opera di Marco Rebeschi, regista e attore, messa in scena e prodotta da Lo Sguardo dell'Altro di Modena], opera vincitrice del Premio di poesia Lorenzo Montano e del Premio Brancati[26].
- Se il tempo è matto, Mondadori, 2010.
- Cefalonia 1943-2001, Marsilio, 2013.
- Poesie 1972-2015, a cura di Beppe Cavatorta, Collana Oscar Poesia, Milano, Mondadori, 2016, ISBN 978-88-046-6131-3.
- eccetera. E, Pisa, Diaforia/Il Campano, 2019.

### Antologie di poesia italiana e americana: curatele
- Luigi Ballerini, Richard Milazzo (a cura di), La rosa disabitata. Poesia trascendentale americana 1960-1980, Feltrinelli, 1981.
- Shearsmen of Sorts, Forum Italicum, 1992.
- Luigi Ballerini, Giuseppe Cavatorta, Elena Coda, Paul Vangelisti (a cura di), The Promised Land, Sun & Moon Press, 1999.
- Luigi Ballerini, Paul Vangelisti (a cura di), Nuova Poesia Americana. Los Angeles, Mondadori, 2005.
- Luigi Ballerini, Paul Vangelisti (a cura di), Nuova Poesia Americana. San Francisco, Mondadori, 2006.
- Luigi Ballerini, Gianluca Rizzo, Paul Vangelisti (a cura di), Nuova Poesia Americana. New York, Mondadori, 2009.
- Luigi Ballerini, Giuseppe Cavatorta (a cura di), Those Who From Afar Look Like Flies, University of Toronto Press, 2017.
- Luigi Ballerini, Gianluca Rizzo, Paul Vangelisti (a cura di), Nuova poesia americana. Chicago e le praterie, Nino Aragno Editore, 2019.

### Saggi critici
- La piramide capovolta: scritture visuali e d'avanguardia, Collana Saggi, Venezia, Marsilio, 1975. [saggio sulla letteratura e la poesia d'avanguardia dal Futurismo a quella concreta e visiva]
- Luigi Ballerini, James Reineking (a cura di), Logical Space, Out of London Press, 1975.
- La legge dell'ingratitudine. Letteratura e industria tra le due guerre, in Gli indomabili, [testo di teoria della poesia], Mondadori, 2000,  pp. XXIV-XXV.
- Colui che vede Amore, Olschki, 2004. [su Guido Cavalcanti ]
- 4 per Pagliarani, Scritture, 2008.
- Luigi Ballerini e William Xerra, Peggio per loro. Carteggio con figure sulle vicissitudini del mentire, Scritture, 2011.
- Apollo, figlio di Apelle. Quattro artisti del secondo Novecento: Marco Gastini, Paolo Icaro, Eliseo Mattiacci, Lawrence Fane, Marsilio, 2016.

### Studi sull'arte culinaria
- Maestro Martino, Libro de arte coquinaria, a cura di Luigi Ballerini, Jeremy Parzen, Guido Tommasi, 2001.
- Pellegrino Artusi, Science in the Kitchen and the Art of Eating Well, University of Toronto Press, 2003.
- Maestro Martino: The Book of the Culinary Art, University of California Press, 2004.
- Erbe da mangiare, illustrazioni di Giuliano Della Casa, con le ricette di Ada De Santis, Mondadori, 2008.

### Traduzioni
- Lionel Abel, Metateatro, Rizzoli, 1965.
- Leslie Fiedler, Aspettando la fine, Rizzoli, 1965.
- Herman Melville, Taipi, Rizzoli, 1966.
- James Baldwin, Stasera stamattina troppo presto, Rizzoli, 1967.
- John Dos Passos, Tre soldati, Gherardo Casini Editore, 1967.
- Benjamin Franklin, Autobiografia, Rizzoli, 1967.
- Henry James, Una vita londinese, Rizzoli, 1968.
- William Carlos Williams, Kora all'inferno, Guanda, 1971.
- Kurt Vonnegut, Madre notte, Rizzoli, 1968.
- Gertrude Stein, La sacra Emilia e altre poesie, antologia di poesie scelte e tradotte da Luigi Ballerini, Marsilio, 1999.
- Herman Melville, Benito Cereno, Marsilio, 2012.
- Edgar Lee Masters, Antologia di Spoon River, introduzione, traduzione e commento di Luigi Ballerini, Collana Oscar moderni, Milano, Mondadori, 2016, ISBN 978-88-04-66501-4.